# Karl Gustav Limpricht
Karl Gustav Limpricht (Eckersdorf, Sagan (Silésia), 11 de julho de 1834 — Breslau (Silésia), 20 de outubro de 1902) foi um professor do ensino primário e liceal e briologista que se destacou no estudo da flora briológica da Europa Central. O seu filho, Hans Wolfgang Limpricht (nascido em 1877), foi coletor botânico na China.

## Biografia
De 1856 a 1858, leccionou na comunidade de Obergläsersdorf (perto de Lüben, hoje Lubin), depois passou vários anos (1858–1869) como instrutor no liceu feminino de Bunzlau (hoje Bolesławiec). De 1869 em diante, foi professor no colégio evangélico de Breslau. Em 1895, alcançou a posição de Oberlehrer (diretor pedagógico).
É autor de um extenso trabalho sobre musgos nativos da Alemanha, Áustria e Suíça, intitulado Die Laubmoose Deutschlands, Oesterreichs und der Schweiz (3 volumes, 1885-1903). A obra foi incluída na Kryptogamenflora von Deutschland, Oesterreich und der Schweiz de Gottlob Ludwig Rabenhorst.
O seu tratado sobre musgos e hepáticas, intitulado Laub- und lebermoose (1876), foi publicado com a obra de Ferdinand Cohn intitulada Kryptogamen-flora von Schlesien (Flora Criptogâmica da Silésia).
Em 1907 Leopold Loeske atribuiu a um género de musgos o nome genérico de Limprichtia (família Amblystegiaceae) em sua homenagem.